# UEFA Futsal Championship 2016
Il campionato europeo di calcio a 5 2016 (ufficialmente UEFA Futsal Championship 2016) è stata la 10ª edizione del torneo, la cui fase finale si è disputata dal 2 al 13 febbraio 2016 presso la Kombank Arena di Belgrado, in Serbia.
Come l'edizione precedente, il torneo è stato disputato da 12 squadre divise in 4 gironi da 3 squadre: le prime due si sono qualificate ai quarti di finale, dove è iniziata la fase a eliminazione diretta.

## Qualificazioni
Il sorteggio delle qualificazioni si è svolto a Nyon, in Svizzera, il 26 settembre 2014 alle ore 14.00.
Le qualificazioni sono iniziate con una fase preliminare dal 13 al 18 gennaio 2015. Dal 17 al 22 marzo 2015 le vincitrici della prima fase e le nazionali esentate dal primo turno si sono giocate la qualificazione in sette gironi da quattro squadre. Le sette vincenti dei rispettivi raggruppamenti della seconda fase, ribattezzata "Main Round" in cui entrano in scena le nazionali con il più alto coefficiente nel ranking UEFA e più importanti inserite come "teste di serie", fra cui Spagna, Portogallo, Russia e i campioni in carica dell'Italia, hanno raggiunto direttamente la fase finale della competizione, mentre le seconde classificate e la migliore terza si sono affrontate negli spareggi play-off per definire le ultime quattro nazionali qualificate che hanno giocato il 15 e 22 settembre 2015.

## Fase finale

### Scelta della sede
Oltre alla Serbia, altre due nazioni avevano fatto la loro candidatura per il Campionato del 2016: la Bulgaria e la Repubblica di Macedonia. La decisione finale è stata presa il 20 marzo 2012.

### Impianti
I due impianti proposti durante la candidatura sono stati la Pionir Arena e la Kombank Arena di Belgrado ma solo quest'ultimo è stato scelto.
| Impianto | Kombank Arena |
| Foto     |               |
| -------- | ------------- |
| Città    | Belgrado      |
| Capacità | 20.000        |

### Squadre qualificate
| Squadra     | Così dalle qualificazioni                    | Precedenti apparizioni al torneo                         |
| ----------- | -------------------------------------------- | -------------------------------------------------------- |
| Serbia      | Ospitante                                    | 4 (1999, 2007, 2010, 2012)                               |
| Russia      | Vincitrice gruppo 1                          | 9 (1996, 1999, 2001, 2003, 2005, 2007, 2010, 2012, 2014) |
| Spagna      | Vincitrice gruppo 2                          | 9 (1996, 1999, 2001, 2003, 2005, 2007, 2010, 2012, 2014) |
| Italia      | Vincitrice gruppo 3                          | 9 (1996, 1999, 2001, 2003, 2005, 2007, 2010, 2012, 2014) |
| Ucraina     | Vincitrice gruppo 4                          | 8 (1996, 2001, 2003, 2005, 2007, 2010, 2012, 2014)       |
| Slovenia    | Vincitrice gruppo 5                          | 4 (2007, 2010, 2012, 2014)                               |
| Croazia     | Vincitrice gruppo 6                          | 4 (1999, 2001, 2012, 2014)                               |
| Portogallo  | Vincitrice gruppo 7                          | 7 (1999, 2003, 2005, 2007, 2010, 2012, 2014)             |
| Kazakistan  | Vincitrice dello spareggio di qualificazione | Esordiente                                               |
| Ungheria    | Vincitrice dello spareggio di qualificazione | 2 (2005, 2010)                                           |
| Rep. Ceca   | Vincitrice dello spareggio di qualificazione | 7 (2001, 2003, 2005, 2007, 2010, 2012, 2014)             |
| Azerbaigian | Vincitrice dello spareggio di qualificazione | 3 (2010, 2012, 2014)                                     |

### Convocazioni
Azerbaigian2 Samir Həmzəyev, 3 Zeynal Zeynalov, 4 Ramiz Çovdarov, 5 Fineo Araújo, 6 Eduardo Borges, 8 Rizvan Fərzəliyev, 9 Augusto, 10 Amadeu Fernandes, 12 Rövşən Hüseynli, 14 Vitali Borisov, 15 Rafael Lira, 16 Xətai Bağırov, 18 Sergey Çuykov, 19 Elnur Zamanov, CT: Faustino Pérez
 Croazia1 Ivo Jukić, 2 Vedran Matošević, 3 Jakov Grcić, 4 Kristijan Grbeša, 6 Saša Babić, 7 Franko Jelovčić, 8 Dario Marinović, 9 Andrej Pandurević, 10 Tihomir Novak, 11 Josip Suton, 14 Maro Đuraš, 15 Matej Horvat, 17 Željko Petrović, 20 Franko Bilić, CT: Mato Stanković
 Italia1 Stefano Mammarella, 2 Marco Ercolessi, 3 Gabriel Lima, 4 Sergio Romano, 5 Luca Leggiero, 6 Humberto Honorio, 7 Massimo De Luca, 8 Alessandro Patias, 9 Rodolfo Fortino, 10 Alex Merlim, 11 Mauro Canal, 12 Michele Miarelli, 13 Daniel Giasson, 15 Murilo Ferreira, CT: Roberto Menichelli
 Kazakistan1 Grigori Shamro, 2 Higuita, 3 Arnold Knaub, 4 Aleksandr Grebonos, 5 Serik Jamanqulov, 6 Léo Jaraguá, 7 Nikolai Pengrin, 8 Dinmuhambet Súleımenov, 9 Aleksandr Dovgan, 10 Şıñğıs Esenamanov, 11 Mihail Perşin, 15 Pavel Taku, 18 Dáýren Nurǵojın, 19 Douglas Júnior, CT: Cacau
 Portogallo1 Bebé, 2 Paulinho, 3 Bruno Coelho, 4 Pedro Cary, 5 Fábio Cecílio, 6 Arnaldo Pereira, 7 Fernando Cardinal, 8 Djô, 9 João Matos, 10 Ricardinho, 11 Pany Varela, 12 Vítor Hugo, 13 Tiago Brito, 14 Fábio Lima, CT: Jorge Braz
 Rep. Ceca2 David Cupák, 3 Jiří Novotný, 4 Radim Záruba, 5 Vítězslav Hrubý, 6 Tomáš Koudelka, 7 Lukáš Rešetár, 8 Matěj Slováček, 9 Michal Holý, 10 Michal Seidler, 11 Marcel Rodek, 12 Libor Gerčák, 13 Michal Kovács, 14 Jan Janovský, 16 Ondřej Vahala, CT: Tomáš Neumann
 Russia1 Sergej Vikulov, 2 Vladislav Šajachmetov, 3 Nikolaj Pereverzev, 4 Dmitrij Lyskov, 5 Sergej Sergeev, 7 Danil Kutuzov, 8 Éder Lima, 9 Sergej Abramov, 10 Robinho, 12 Gustavo, 14 Ivan Milovanov, 15 Rômulo, 17 Renat Šakirov, 18 Daniil Davydov, CT: Sergej Skorovič
 Serbia1 Miodrag Aksentijević, 2 Marko Perić, 3 Aleksandar Živanović, 4 Stefan Rakić, 5 Marko Radovanović, 6 Dušan Milojević, 7 Slobodan Janjić, 8 Marko Pršić, 9 Vladimir Lazić, 10 Mladen Kocić, 11 Miloš Simić, 12 Nemanja Momčilović, 13 Miloš Stojković, 14 Slobodan Rajčević, CT: Aca Kovačević
 Slovenia1 Damir Puškar, 2 Rok Mordej, 3 Matej Fideršek, 4 Anže Širok, 5 Kristjan Čujec, 6 Uroš Kroflič, 7 Igor Osredkar, 8 Nejc Hozjan, 9 Gašper Vrhovec, 10 Alen Fetić, 11 Tilen Štendler, 12 Alen Mordej, 13 Jaka Sovdat, 16 Igor Bratič, CT: Andrej Dobovičnik
 Spagna1 Paco Sedano, 2 Carlos Ortiz, 3 José Ruiz, 4 Mario Rivillos, 5 Bebe, 6 Rafael Usín, 7 Pola, 8 Lin, 9 Álex Yepes, 10 Andrés Alcántara, 11 Miguelín, 12 Juanjo Angosto, 13 Jesús Herrero, 14 Raúl Campos, CT: Venancio López
 Ucraina1 Jevhen Ivanjak, 2 Dmytro Sorokin, 3 Volodymyr Razuvanov, 4 Dmytro Bondar, 5 Jevhenij Valenko, 7 Jevhen Rohačov, 8 Serhij Koval', 9 Mychajlo Hrycyna, 10 Serhij Žurba, 11 Denys Ovsjannikov, 12 Dmytro Lytvynenko, 13 Oleksandr Sorokin, 14 Mykola Hrycyna, 15 Oleksij Fet'ko, CT: Oleksandr Kosenko
 Ungheria1 Csaba Tihanyi, 2 Norbert Öreglaki, 3 Bence Klacsák, 4 Péter Németh, 5 Richárd Dávid, 6 János Trencsényi, 7 Norbert Horváth, 8 Szabolcs Szeghy, 9 János Rábl, 10 Ákos Harnisch, 11 Zoltán Dróth, 12 Gyula Tóth, 13 Ádám Hosszú, 14 István Gál, CT: Sito Rivera

## Fase a gironi

### Girone A
| Squadra    | P.ti | G | V | N | P | GF | GS | DR |
| ---------- | ---- | - | - | - | - | -- | -- | -- |
| Serbia     | 6    | 2 | 2 | 0 | 0 | 8  | 2  | +6 |
| Portogallo | 3    | 2 | 1 | 0 | 1 | 7  | 5  | +2 |
| Slovenia   | 0    | 2 | 0 | 0 | 2 | 3  | 11 | -8 |

| Arbitri: | Ondřej Černý Alessandro Malfer Pascal Lemal |

|                                                                             |           |                 |
| Janjić 13'46'’ (rig.) Kocić 20'36'’, 29'47'’ Rajčević 26'15'’ Pršić 33'07'’ | Marcatori | 2'36'’ Osredkar |

| Arbitri: | Ivan Shabanov Saša Tomić Lukáš Peško |

|                              |           |                                                                           |
| Čujec 2'17'’ Vrhovec 19'08'’ | Marcatori | 4'48'’, 39'01'’ Cecilio 15'39'’, 23'33'’, 32'35'’ Ricardinho 30'44'’ Cary |

| Arbitri: | Fernando Gutièrrez Lumbreras Pascal Lemal Timo Onatsu |

|                    |           |                                             |
| Ricardinho 14'20'’ | Marcatori | 7'41'’ Kocić 36'04'’ Rajčević 39'13'’ Simić |

### Girone B
| Squadra  | P.ti | G | V | N | P | GF | GS | DR |
| -------- | ---- | - | - | - | - | -- | -- | -- |
| Spagna   | 6    | 2 | 2 | 0 | 0 | 9  | 3  | +6 |
| Ucraina  | 3    | 2 | 1 | 0 | 1 | 7  | 7  | 0  |
| Ungheria | 0    | 2 | 0 | 0 | 2 | 5  | 11 | -6 |

| Arbitri: | Saša Tomić Bogdan Sorescu Lukáš Peško |

|                                                                               |           |                        |
| Németh 7'03'’ (aut.) Bebe 14'17'’ Miguelín 19'34'’, 28'44'’ Alcántara 35'13'’ | Marcatori | 23'35'’, 37'08'’ Dróth |

| Arbitri: | Gerald Bauernfeind Eduardo Fernandes Coelho Alessandro Malfer |

|                                          |           |                                                                                            |
| Dróth 7'11'’, 33'10'’ Trencsényi 29'04'’ | Marcatori | 1'16'’ Sorokin 6'47'’, 34'01'’ Bondar 24'44'’ Ovsyannikov 29'29'’ Grytsyna 35'32'’ Valenko |

| Arbitri: | Alessandro Malfer Kamil Çetin Lukáš Peško |

|                  |           |                                                  |
| Grytsyna 37'26'’ | Marcatori | 19'02'’, 33'18'’ Yepes 29'17'’, 39'47'’ Rivillos |

### Girone C
| Squadra    | P.ti | G | V | N | P | GF | GS | DR |
| ---------- | ---- | - | - | - | - | -- | -- | -- |
| Russia     | 4    | 2 | 1 | 1 | 0 | 4  | 3  | +1 |
| Kazakistan | 3    | 2 | 1 | 0 | 1 | 5  | 4  | +1 |
| Croazia    | 1    | 2 | 0 | 1 | 1 | 4  | 6  | -2 |

| Arbitri: | Eduardo Fernandes Coelho Fernando Gutiérrez Lumbreras Gerald Bauernfeind |

|                         |           |                    |
| Rômulo 11'01'’, 11'28'’ | Marcatori | 12'15'’ Jamanqulov |

| Arbitri: | Oleg Ivanov Gábor Kovács Marc Birkett |

|                                                              |           |                                |
| Douglas 5'14'’ Suleimenov 6'36'’ Jamanqulov 16'46'’, 26'17'’ | Marcatori | 6'21'’ Matošević 32'52'’ Suton |

| Arbitri: | Cédric Pelissier Admir Zahovič Gábor Kovács |

|                                     |           |                                    |
| Robinho 8'13'’ (aut.) Novak 24'54'’ | Marcatori | 11'20'’ Abramov 38'07'’ Pereverzev |

### Girone D
| Squadra     | P.ti | G | V | N | P | GF | GS | DR  |
| ----------- | ---- | - | - | - | - | -- | -- | --- |
| Italia      | 6    | 2 | 2 | 0 | 0 | 10 | 0  | +10 |
| Azerbaigian | 3    | 2 | 1 | 0 | 1 | 6  | 8  | -2  |
| Rep. Ceca   | 0    | 2 | 0 | 0 | 2 | 5  | 13 | -8  |

| Arbitri: | Marc Birkett Oleg Ivanov Kamil Çetin |

|                                         |           |  |
| Merlim 19'39'’, 20'09'’ Giasson 28'28'’ | Marcatori |  |

| Arbitri: | Admir Zahovič Gerald Bauernfeind Tomasz Frak |

|                                                                                               |           |                                                                           |
| Farzaliyev 5'58'’ Borisov 6'46'’ Fineo 11'16'’ Eduardo 19'29'’ Augusto 26'22'’ Rafael 39'20'’ | Marcatori | 9'29'’ Záruba 11'51'’ Holý 15'53'’ Rešetár 23'19'’ Novotný 30'17'’ Kovács |

| Arbitri: | Timo Onatsu Ivan Shabanov Oleg Ivanov |

|  |           | |
|  | Marcatori | 0'26'’, 21'09'’ Fortino 10'29'’ G. Lima 20'40'’ Merlim 21'26'’ (aut.) Koudelka 23'48'’ Honorio 32'59'’ Patias |

## Fase a eliminazione diretta
|  | Quarti di finale           | Quarti di finale            |                             |            | Semifinali                | Semifinali                |  |  | Finale                      | Finale |
|  |                            |                             |                             |            |                           |                           |  |  |                             |        |
|  | 8 febbraio - Kombank Arena |                             |                             |            |                           |                           |  |  |                             |        |
|  |                            |                             |                             |            |                           |                           |  |  |                             |        |
|  | Serbia                     | 2                           |                             |            |                           |                           |  |  |                             |        |
|  | Serbia                     | 2                           | 11 febbraio - Kombank Arena |            |                           |                           |  |  |                             |        |
|  | Ucraina                    | 1                           |                             |            |                           |                           |  |  |                             |        |
|  | Ucraina                    | 1                           | Serbia                      | 2          |                           |                           |  |  |                             |        |
|  | 9 febbraio - Kombank Arena |                             | Serbia                      | 2          |                           |                           |  |  |                             |        |
|  |                            | Russia                      | 3                           |            |                           |                           |  |  |                             |        |
|  | Russia                     | Russia                      | 3                           | 6          |                           |                           |  |  |                             |        |
|  | Russia                     |                             | 13 febbraio - Kombank Arena | 6          |                           |                           |  |  |                             |        |
|  | Azerbaigian                | 2                           |                             |            |                           |                           |  |  |                             |        |
|  | Azerbaigian                | 2                           | Russia                      | 3          |                           |                           |  |  |                             |        |
|  | 8 febbraio - Kombank Arena |                             | Russia                      | 3          |                           |                           |  |  |                             |        |
|  |                            | Spagna                      | 7                           |            |                           |                           |  |  |                             |        |
|  | Portogallo                 | Spagna                      | 7                           | 2          |                           |                           |  |  |                             |        |
|  | Portogallo                 | 11 febbraio - Kombank Arena |                             | 2          |                           |                           |  |  |                             |        |
|  | Spagna                     | 6                           |                             |            |                           |                           |  |  |                             |        |
|  | Spagna                     | 6                           | Spagna                      | 5          | Finale per il terzo posto | Finale per il terzo posto |  |  |                             |        |
|  | 9 febbraio - Kombank Arena |                             | Spagna                      | 5          | Finale per il terzo posto | Finale per il terzo posto |  |  |                             |        |
|  |                            | Kazakistan                  | 3                           |            |                           |                           |  |  |                             |        |
|  | Kazakistan                 | Kazakistan                  | 3                           | 5          | Serbia                    | 2                         |  |  |                             |        |
|  | Kazakistan                 |                             |                             | 5          | Serbia                    | 2                         |  |  |                             |        |
|  | Italia                     | 2                           |                             | Kazakistan | 5                         |                           |  |  |                             |        |
|  | Italia                     | 2                           |                             |            | 5                         |                           |  |  |                             |        |
|  |                            |                             |                             |            |                           |                           |  |  | 13 febbraio - Kombank Arena |        |
|  |                            |                             |                             |            |                           |                           |  |  |                             |        |

### Quarti di finale
| Arbitri: | Bogdan Sorescu Marc Birkett Fernando Gutiérrez Lumbreras |

|                            |           |                  |
| Kocić 1'26'’ Simić 39'59'’ | Marcatori | 23'18'’ Grytsyna |

| Arbitri: | Gábor Kovács Ondřej Černý Tomasz Frak |

|                             |           |                                                                                         |
| Ricardinho 22'24'’, 25'31'’ | Marcatori | 12'39'’ (rig.) Miguelín 14'59'’, 39'30'’ Rivillos 17'40'’, 34'32'’ Yepes 22'55'’ Campos |

| Arbitri: | Pascal Lemal Timo Onatsu Saša Tomić |

|                                                                       |           |                         |
| Abramov 6'24'’, 25'40'’ Rômulo 14'59'’ Lima 24'57'’, 38'33'’, 39'31'’ | Marcatori | 7'53'’, 28'04'’ Augusto |

| Arbitri: | Kamil Çetin Cédric Pelissier Lukáš Peško |

|                                                                                      |           |                               |
| Léo Jaraguá 15'52'’, 39'37'’ Jamanqulov 18'47'’ Yesenamanov 22'51'’ Nurgožin 36'30'’ | Marcatori | 22'21'’ Fortino 36'24'’ Canal |

### Semifinali
| Arbitri: | Marc Birkett Ondřej Černý Kamil Çetin |

|                             |           |                                             |
| Kocić 25'50'’ Simić 35'19'’ | Marcatori | 12'45'’ Lima 32'27'’ Abramov 43'32'’ Rômulo |

| Arbitri: | Saša Tomić Eduardo Fernandes Coelho Pascal Lemal |

|                                                                   |           |                                                      |
| Bebe 7'34'’ Miguelín 16'10'’ Campos 17'32'’, 38'54’ Yepes 26'28'’ | Marcatori | 3'17'’ Dovgan 35'39'’ Léo Jaraguá 37'17'’ Jamanqulov |

### Finale 3º posto
| Arbitri: | Pascal Lemal Kamil Çetin Ondřej Černý |

|                                |           |                                                                      |
| Rakić 37'12'’ Rajčević 39'58'’ | Marcatori | 19'43'’, 29'40'’, 33'50'’ Douglas 20'59'’ Jamanqulov 31'06'’ Higuita |

### Finale
| Arbitri: | Alessandro Malfer Bogdan Sorescu Eduardo Fernandes Coelho |

|                                                  |           |                                                                                        |
| Rômulo 19'55'’ Robinho 31'57'’ Milovanov 39'45'’ | Marcatori | 8'08'’ Yepes 15'12'’, 16'45'’ Pola 16'10'’, 35'37'’ Rivillos 30'50'’, 34'51'’ Miguelín |

## Classifica marcatori
Solo i goal segnati nella fase finale del torneo sono conteggiati.
6 goal
- Serik Jamanqulov
- Ricardinho
- Alejandro Yepes
- Miguelín
- Mario Rivillos

5 goal
- Mladen Kocić
- Rômulo

4 goal
- Zoltán Dróth
- Douglas
- Sergei Abramov
- Éder Lima

3 goal
- Augusto
- Rodolfo Fortino
- Alex Merlim
- Léo Jaraguá
- Slobodan Rajčević
- Miloš Simić
- Raúl Campos
- Mykola Hrycyna

2 goal
- Fábio Cecílio
- Bebe
- Pola
- Dmytro Bondar

1 goal
- Vitaliy Borisov
- Fineo De Araujo
- Eduardo
- Rizvan Farzaliyev
- Rafael
- Vedran Matošević
- Tihomir Novak
- Josip Suton
- Michal Holý
- Michal Kovács
- Jiří Novotný
- Lukáš Rešetár
- Radim Záruba
- János Trencsényi
- Mauro Canal
- Daniel Giasson
- Humberto Honorio
- Gabriel Lima
- Alessandro Patias
- Aleksandr Dovgan
- Higuita
- Dauren Nurgožin
- Dinmukhambet Suleimenov
- Chingiz Yesenamanov
- Pedro Cary
- Ivan Milovanov
- Nikolai Pereverzev
- Robinho
- Slobodan Janjić
- Marko Pršić
- Stefan Rakić
- Kristjan Čujec
- Igor Osredkar
- Gašper Vrhovec
- Andresito Alcántara
- Denys Ovsyannikov
- Oleksandr Sorokin
- Jevhenij Valenko

1 autogoal
- Tomáš Koudelka (vs. Italia)
- Péter Németh (vs. Spagna)
- Robinho (vs. Croazia)

## Campione
SPAGNA
(7º titolo)

## Classifica finale
| Pos. | Squadra     |
| ---- | ----------- |
|      | Spagna      |
|      | Russia      |
|      | Kazakistan  |
| 4    | Serbia      |
| 5    | Ucraina     |
| 5    | Azerbaigian |
| 5    | Portogallo  |
| 5    | Italia      |
| 9    | Slovenia    |
| 9    | Ungheria    |
| 9    | Croazia     |
| 9    | Rep. Ceca   |